# Léon Breton

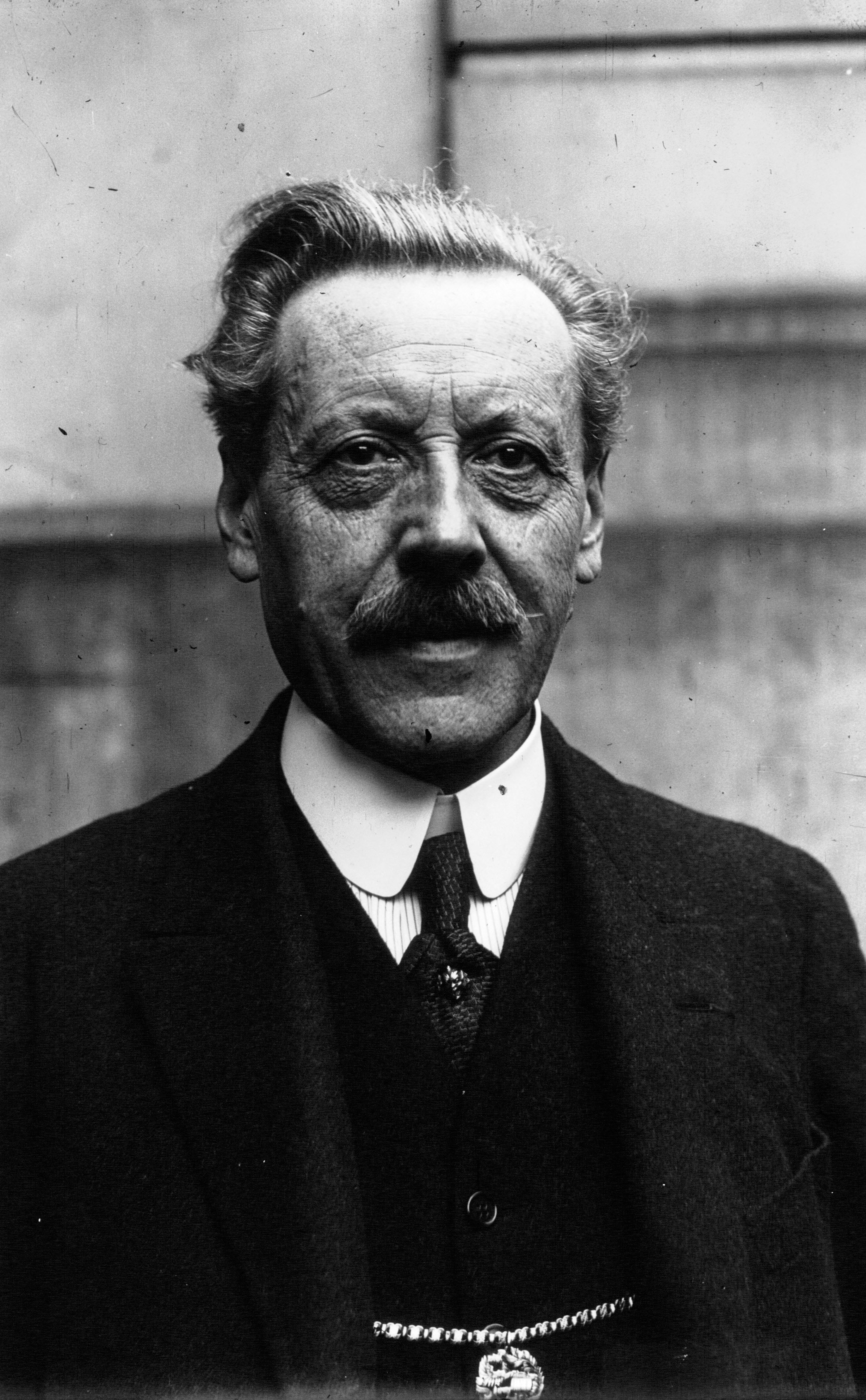
Léon Breton (1920)

Léon Breton (* 24. September 1861 in Cravant; † Juni 1940 in Castelnau-Rivière-Basse) war ein französischer Radsportfunktionär und Unternehmer.
Léon Breton war Präsident des französischen Radsportverbandes Union Vélocipédique Française (UVF). Er selbst gehörte den Vereinen Association Athlétique du Lycée Carnot und Union Sportive Samaritaine an. Von 1922 bis 1936 bekleidete er das Amt des Präsidenten des Weltradsportverbandes Union Cycliste Internationale (UCI).  Zudem war er Vize-Präsident des französischen Nationalen Olympischen Komitees.
1918 wurde Breton zum Chevalier und 1931 zum Offizier der Ehrenlegion ernannt und mit weiteren Orden ausgezeichnet wie dem Königlichen Orden von Kambodscha im Jahre 1901. Von Beruf war er Orthopäde und führte bis 1918 das Unternehmen Steenbrugghe & Breton, ehemals Drapier et fils, das unter anderem chirurgische Instrumente und Prothesen herstellte, wofür es mehrere Patente innehatte. Die Firma war in der Rue de Rivoli ansässig, wo Breton auch wohnte. Er selbst veröffentlichte mehrere wissenschaftliche Publikationen zu medizinischen Themen.